# Palacio de Justicia del Condado de Box Butte
El Palacio de Justicia del Condado de Box Butte es un edificio de gobierno situado en la avenida Box Butte entre las calles E. 5 y 6 en Alliance, en el estado de Nebraska (Estados Unidos). Es un edificio histórico que fue construido en 1913. Fue diseñado por Rose & Peterson en estilo arquitectónico Beaux Arts .
Fue incluido en el Registro Nacional de Lugares Históricos en 1990.